# Cache Creek (Colombie-Britannique)
Pour les articles homonymes, voir Cache Creek.
Cache Creek est un village de la Colombie-Britannique situé dans le district régional de Thompson-Nicola.

## Population
- 963 (recensement de 2016)[1]
- 1 040 (recensement de 2011)
- 1 037 (recensement de 2006)[2]
- 1 056 (recensement de 2001)

## Galerie photos

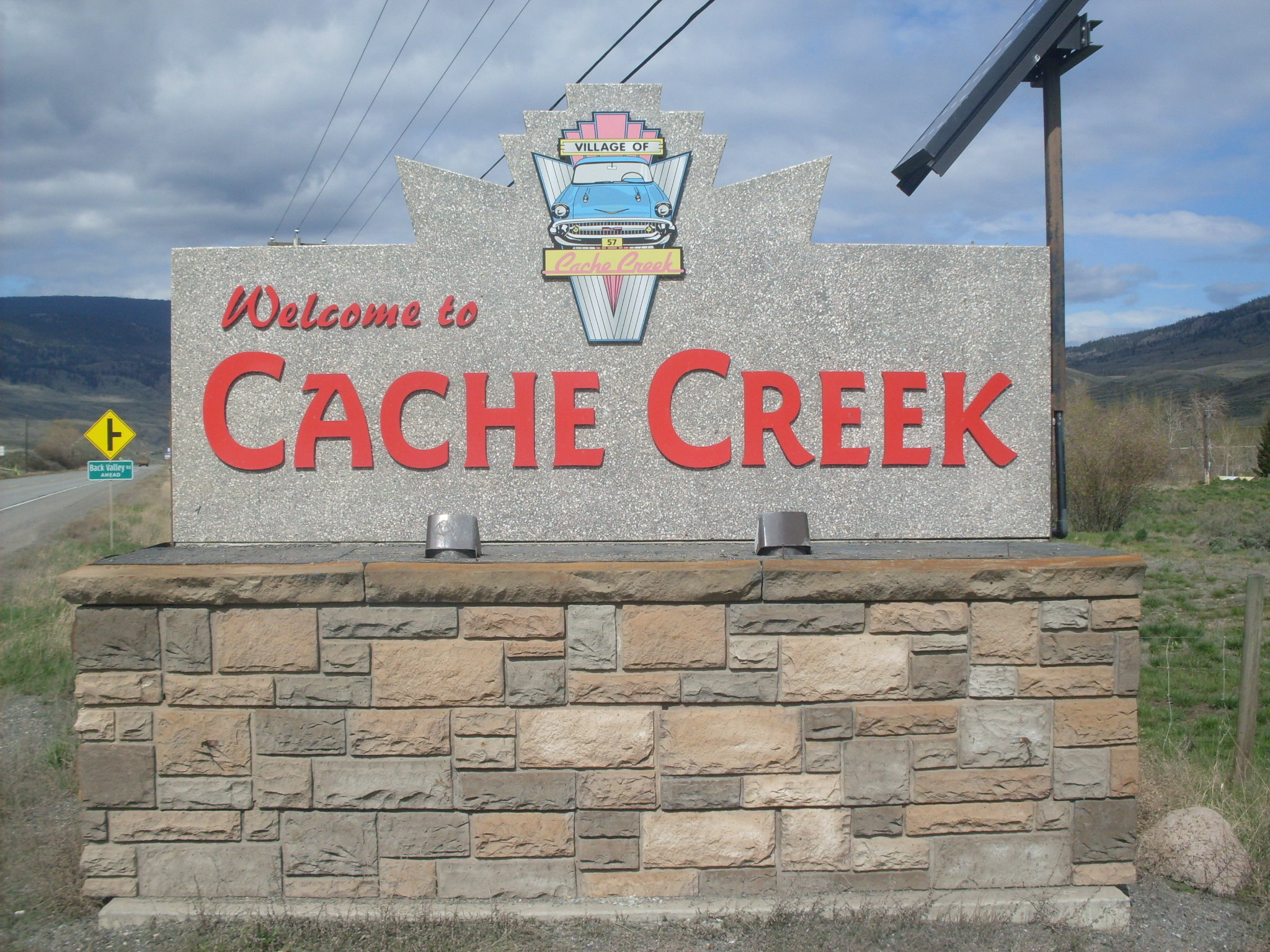
Signe de bienvenue
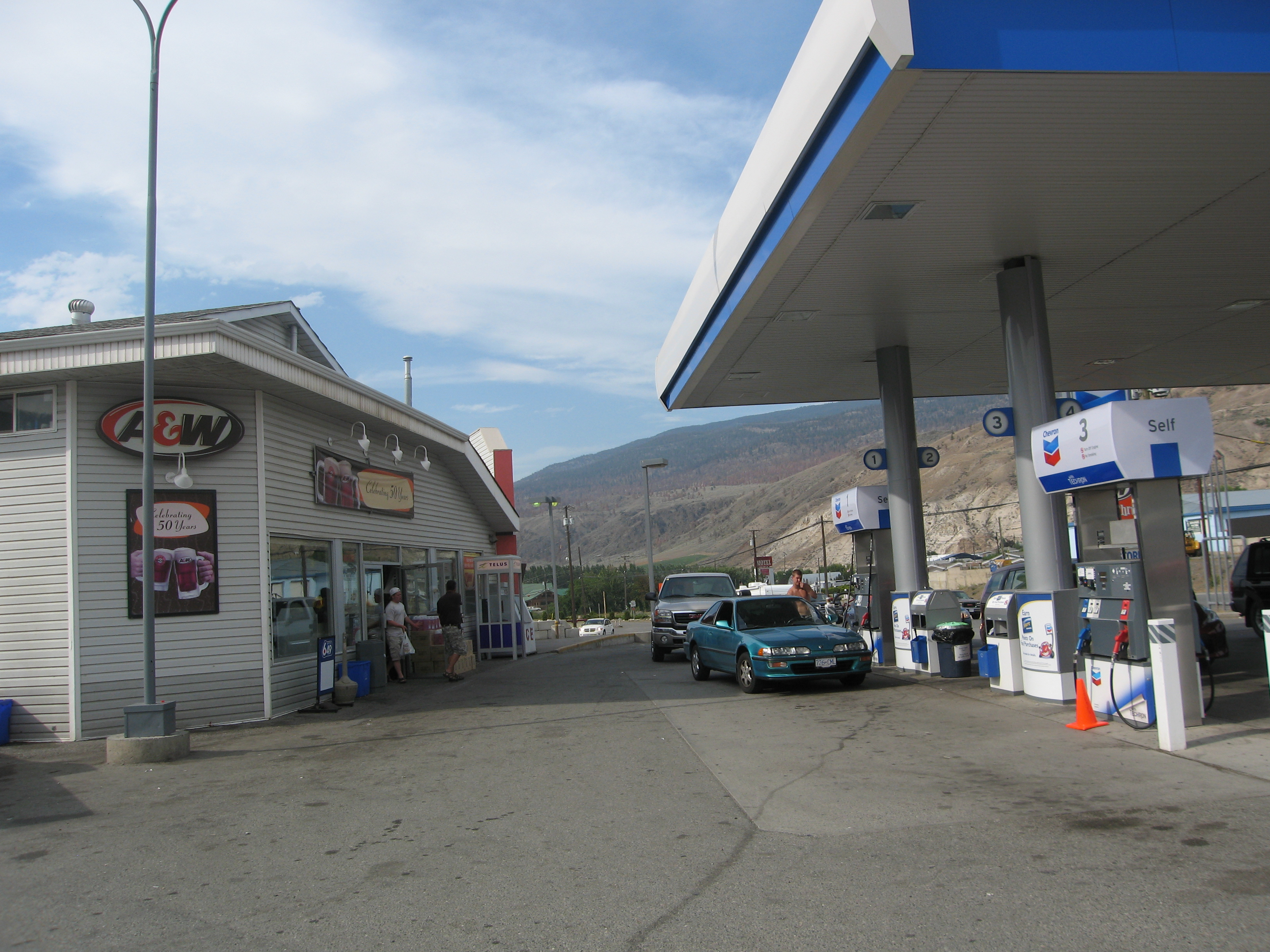
Station-service